# 婦女節、兒童節合併假期
中華民國訂定3月8日為婦女節，1990年以前全中華民國放假半天。1991年2月1日，中華民國內政部修正《紀念日及節日實施辦法》，將婦女節與兒童節合併於4月4日放假，理由為兒童放假一天乏人照顧，並能與清明節形成連續假期；此節日正式名稱為「婦女節、兒童節合併假期」，但民間開始出現簡稱「婦幼節」，見諸各式行事曆與日、月曆中。
1998年實施隔週週休二日，將4月4日的「婦女節、兒童節合併假期」取消放假，併入週休假期中。
2000年實施「雙週84工時」，適用該工時的勞工仍可以於清明節前一日的「婦女節、兒童節合併假期」放假。
2011年起，兒童節恢復為國定假日，全國放假一天。
2012年因與清明節落於4月4日，而定於前一日（4月3日），適用雙周84工時勞工放假一天。

## 清明節落於4月4日的放假爭議
2012年清明節配合節氣定為4月4日，與兒童節撞期。因兩日在2011年時分開放假故無此爭議，勞委會解釋：如果實施週休二日的單位，放1天假；如果是隔週休的單位，則可放2天假；如果打工族這2天有上班，雇主要給予加倍薪資。根據《勞動基準法施行細則》第二十三條第三項規定，清明節和兒童節都是國定假日，因為今年的清明節落在4月4日，「婦女節、兒童節合併假期」又規定是每年清明節前一天（並沒有訂於4月4日），適用勞基法員工照理說應該有4月3日、4月4日2天假，但因目前勞基法規定基準工時是2週84小時，不論是公家或私人單位，若是實施週休二日，員工等於每週少做4小時，「婦女節、兒童節合併假期」會被拿去填補多休的週休假期，因此只放1天，但若實施隔週休，則可放4月3日、4月4日2天假。
也因2012年的4月3日為「婦女節、兒童節合併假期」的放假日，在以往僅勞工單位與勞委會會注意此問題，幾乎所有政府機關或民間機構都將清明節和「婦女節、兒童節合併假期」都訂為4月4日，連公家機關所印製的月曆都是如此，行政院人事行政總處公布今年的行事曆，將清明節、婦女兒童節合併在4月4日休假，也有民眾指出假期早已經排好根本不可能更動，勞委會在3月28日緊急宣布放假的消息讓人措手不及，2000年來逢清明節落於4月4日時，即有是否跟「婦女節、兒童節合併假期」撞期的爭議，本次因去年將4月4日兒童節為國定假日後，影響範圍從雙周84工時勞工擴大於全體國民，更引發更大的關注。

## 行政機關的澄清
中華民國內政部於2002年及2007年發佈新聞稿澄清並無「婦幼節」，3月8日仍為「婦女節」，4月4日仍為「兒童節」。因應週休二日制，依據中華民國《紀念日及節日實施辦法》2000年12月修正，屬於不放假的節日，而由相關機關，團體，學校舉行慶祝活動。

## 相關
- 国际妇女节#中華民國
- 兒童節#中華民國